# Duca di Sessa
Il Duca di Sessa è un titolo nobiliare spagnolo, originario del Regno di Napoli, concesso dal re Ferdinando II d'Aragona il 1º gennaio 1507 a Gonzalo Fernández de Córdoba y Enríquez de Aguilar, "il Gran Capitano". Fu anche duca di Santangelo (anche Sant'Angelo), duca di Terranova, duca di Andria e duca di Montalto.
Il suo nome si riferisce al comune italiano di Sessa Aurunca, in provincia di Caserta, il suo nome in italiano è Duca di Sessa.

## Duchi di Sessa
- Gonzalo Fernández de Córdoba y Enríquez de Aguilar (1507-1515)
- Elvira Fernández de Córdoba y Manrique de Lara (1515-1524)
- Gonzalo Fernández de Córdoba y Fernández de Córdoba (1524-1578)
- Francisca Fernández de Córdoba y Fernández de Córdoba (1578-1597)
- Antonio Fernández de Córdoba y Cardona (1597-1606)
- Luis Fernández de Córdoba y Aragón (1606-1642)
- Antonio Fernández de Córdoba y Rojas (1642-1659)
- Francisco Fernández de Córdoba y Pimentel (1659-1688)
- Félix Fernández de Córdoba y Cardona (1688-1709)
- Francisco Fernández de Córdoba y Aragón (1709-1750)
- Ventura Francisca Fernández de Córdoba y Aragón (1750-1768)
- Ventura Osorio de Moscoso y Fernández de Córdoba (1768-1776)
- Vicente Joaquín Osorio de Moscoso y Guzmán (1783-1816)
- Vicente Isabel Osorio de Moscoso y Álvarez de Toledo  (1816-1837)
- Vicente Pío Osorio de Moscoso y Ponce de León (1837-1864)
- José María Osorio de Moscoso y Carvajal (1864-1881)
- Francisco de Asís Osorio de Moscoso y Borbón (1881-1924)
- Francisco Osorio de Moscoso y Jordán de Urríes (1924-1952)
- María del Perpetuo Socorro Osorio de Moscoso y Reynoso (1952-1955)
- Leopoldo Barón y Osorio de Moscoso (1955-1974)
- Gonzalo Barón y Gavito (1974-attuale titolare)